# Lechia Gdańsk
Maillots
Actualités
Le Lechia Gdańsk (à prononcer /ˈlɛxja ˈɡdaɲsk/) est un club professionnel polonais de football basé à Gdańsk. Fondé juste après la fin de la Seconde Guerre mondiale par l'Office de reconstruction des ports (Biuro Odbudowy Portów), le Lechia, qui a passé le plus clair de son histoire en deuxième division, compte à son palmarès deux Coupes de Pologne et deux Supercoupes, acquises en 1983 et 2019. Il joue depuis 2008 en première division.
Le club est présidé depuis le 18 décembre 2014 par Adam Mandziara. L'équipe professionnelle est entraînée par Piotr Stokowiec depuis le 5 mars 2018, et prend actuellement part à l'édition 2019-2020 du championnat de Pologne de première division.
Le Lechia, qui a évolué au stade municipal de Gdańsk pendant soixante-six ans (1945-2011), une enceinte qui pouvait accueillir jusqu'à 40 000 personnes dans les années 1980 et dont la capacité a ensuite été réduite à 12 244 places, joue désormais ses matches au stade Energa, construit pour l'Euro 2012 et qui peut accueillir jusqu'à 43 615 personnes.

## Histoire

### Dates clés
- 1945 : Fondation du club sous le nom de Baltia Gdańsk
- 1946 : Le club est renommé KS Lechia Gdańsk
- 1983 : 1re participation à une Coupe d'Europe (C2) (saison 1983/84)
- 1992 : Le club est renommé FC Lechia Gdańsk
- 1995 : Fusion avec l'Olimpia Poznań en Lechia/Olimpia Gdańsk
- 1998 : Absorption du Polonia Gdańsk
- 2001 : Le club est renommé Lechia-Polonia Gdańsk
- 2002 : Le club est renommé OSP Lechia Gdańsk

## Bilan sportif

### Palmarès
- Coupe de Pologne :
  - Vainqueur (2) : 1983, 2019
  - Finaliste (2) : 1955, 2020

- Supercoupe de Pologne :
  - Vainqueur (2) : 1983 et 2019

### Bilan européen
Note : dans les résultats ci-dessous, le score du club est toujours donné en premier
| Saison    | Compétition             | Tour                | Club             | Domicile | Extérieur | Total  |
| --------- | ----------------------- | ------------------- | ---------------- | -------- | --------- | ------ |
| 1983-1984 | Coupe des coupes        | Seizièmes de finale | Juventus FC      | 2 - 3    | 0 - 7     | 2 - 10 |
| 2019-2020 | Ligue Europa            | Premier tour Q      | Brøndby IF       | 2 - 1    | 1 - 4     | 3 - 5  |
| 2022-2023 | Ligue Europa Conférence | Premier tour Q      | Akademija Pandev | 4 - 1    | 2 - 1     | 6 - 2  |
| 2022-2023 | Ligue Europa Conférence | Deuxième tour Q     | Rapid Vienne     | 1 - 2    | 0 - 0     | 1 - 2  |

Légende
- Victoire ou qualification pour le tour suivant
- Match nul
- Défaite ou élimination de la compétition

## Rivalité
Seul grand club de la ville, le Lechia Gdańsk se dispute avec son voisin de Gdynia, l'Arka, lorsqu'ils sont dans la même division, le titre de Władcy Północy (Seigneur du Nord).